# Pesca al tocco al cefalo
La pesca al tocco è una tecnica di pesca sportiva al cefalo.

## Luoghi ed attrezzatura
La pesca al tocco si pratica soprattutto dai moli quando il mare è calmo. L'azione della canna sarà di punta e il cimino sarà ad innesto di quelli sensibili in punta, magari lavorato a mano. Il mulinello potrà avere una bobina abbastanza piccola ma sufficiente da garantire una rapida ferrata; sarà caricato con filo morbido ed elastico, la misura standard è lo 0,14. Estremamente efficace in questa tecnica di pesca è anche l'impiego della tradizionale canna fissa. Il terminale sarà del tipo a bandiera, cioè col piombo sotto e i braccioli sollevati dal fondo; la lunghezza e il diametro dei terminali dipendono dalla trasparenza dell'acqua e dalla misura della lenza madre (0,14) a scendere fino a 0,10 con lunghezze variabili da 30 cm a 60 cm (più è chiara l'acqua e più lunghi saranno i braccioli). 
L'amo sarà a gambo corto, con curvatura non troppo larga, la misura varia in base all'esca che si usa, ottimo è un 16, anche se misure dal 14/18 sono da tenere in considerazione. Il piombo sarà dai 3 g ai 10g; in una giornata abbastanza calma e senza corrente, sarà necessario usare un piombo leggero in caso le condizioni della corrente e del vento aumentino si aumenta la grammatura del piombo.
Come esca va bene il tonno fresco in piccoli tocchetti, la pastella al formaggio, il filetto di sarda innescato in piccoli tocchetti e il fiocchetto di pane. La pasturazione è necessaria.
Pastura tipo: 2 kg di sarde macinate, 2 kg di pane messo in ammollo, e poi frullato, 250 gr. pan grattato, 500/1000 gr. di sale fino. Prima di pescare si gettano in acqua, 4-5 palle grosse quanto delle arance, con intervalli di palle più piccole, quanto una noce. Eventualmente si potrà aggiungere dell'aglio per aromatizzare la pastura.

## Azione di pesca
L'azione di pesca avviene con la canna appoggiata sulla banchina del molo, e quando la lenza o il cimino si muove, bisogna essere rapidi nel ferrare, perché il cefalo succhia l'esca e la sputa immediatamente, e molte volte la ferrata andrà a vuoto. Un guadino con maglie larghe aiuterà nel recupero del pesce (un guadino con maglie strette ingarbuglierebbe gli ami e il piombo, e oltretutto la maglia stretta farebbe attrito nell'acqua). Nel recuperare il pesce si lancia un'altra pallina di pastura perché il cefalo allarmato nel difendersi molte volte si slama portandosi dietro tutto il branco, in questo modo lanciando una pallina di pastura gli altri cefali rimarranno sotto e non si disperderanno.